# 諾斯鎮區 (明尼蘇達州彭寧頓縣)
諾斯鎮區（英語：North Township）是位於美國明尼蘇達州彭寧頓縣的一個行政鎮區。

## 地方資料
諾斯鎮區的面積為60.56平方千米，當中陸地面積為59.46平方千米，而水域面積為1.10平方千米。根據2020年美國人口普查的數據，當地共有人口761人，而人口密度為每平方千米12.57人。